# I Democratici
Els Demòcrates (en italià: I Democratici, Dem) fou un partit polític italià fundat per Romano Prodi el 27 de febrer de 1999. Formà part de la coalició l'Ulivo, i la seva ideologia era de caràcter reformista inspirada en el Partit Demòcrata dels Estats Units.
Es proposava fer un subjecte transversal de cultura social-cristiana, liberal i socialdemòcrata. Aplegarà en el seu projecte tres partits, Unió Democràtica, Itàlia dels Valors, i La Xarxa, a més d'escindits del PPI. Al 2002 el partit es fusionaria amb Democràcia és Llibertat, que es fusionaria amb el Partit Demòcratic el 2007.

## Història
Els primers grups "d'olivistes" es van formar entre 1995 i 1996, durant la campanya per a les eleccions generals de 1996 per partidaris propers de Prodi que no eren membres de cap partit de la coalició L'Ulivo. Un cop Romano Prodi va ser substituït com a Primer Ministre per Massimo D'Alema, Prodi va posar en marxa el nou partit el febrer de 1999. Juntament amb les bases properes de L'Ulivo, es van unir dissidents del PPI, la Unió Democràtica, La Xarxa (que es restabliria com a partit independent el maig del 2000) i l'anomenat "Moviment d'alcaldes" de Massimo Cacciari i Francesco Rutelli.
Passats uns mesos després de la fundació del partit, Prodi va donar pas com a president al seu íntim soci Arturo Parisi. Per a les eleccions europees de 1999, el nou partit va obtenir el 7.7% i sis eurodiputats, Cacciari, Di Pietro, Rutelli, Paolo Costa , Pietro Mennea i Giovanni Procacci. Al setembre Prodi va ser nomenat president de la Comissió Europea.
Al desembre de 1999 el partit es va incorporar al segon gabinet D'Alema amb quatre ministres: Maccanico com a Ministre de Reformes Institucionals, Enzo Bianco (que havia perdut les eleccions com a eurodiputat per uns quants vots) Ministre de l'Interior, Willer Bordon Ministre de Foment i Paolo De Castro Ministre d'Agricultura. D'aquests, exceptuant De Castro es confirmarien al següent gabinet de Giuliano Amato, que es va formar l'abril del 2000, després de la derrota de la coalició a les eleccions autonòmiques.
A principis de l'any 2000, Parisi va proposar una confluència amb els Demòcrates d'Esquerra, llavors dirigits per Walter Veltroni, però no va reeixir. A l'octubre van amb el PPI, la Renovació Italiana i la Unió de Demòcrates per Europa formar una llista conjunta per a les eleccions generals de 2001, sota el lideratge de Rutelli, que també era el candidat a Primer Ministre de L'Ulivo. La llista, que va obtenir un èxit considerable (14,5%), es va transformar en partit el març de 2002 sota el nom de Democràcia és llibertat – La margarida. Aquest partit, liderat per Rutelli, es fusionaria finalment amb el Partit Demòcratic l'octubre de 2007.

## Resultats electorals

### Parlament italià
| Any  | Líder        | Vots                    | %                       | Diputats | +/− | Vots                    | %                       | Senadors | +/- |
| ---- | ------------ | ----------------------- | ----------------------- | -------- | --- | ----------------------- | ----------------------- | -------- | --- |
| 2001 | Romano Prodi | Dins DL - La Margherita | Dins DL - La Margherita | 23 / 630 | Nou | Dins DL - La Margherita | Dins DL - La Margherita | 9 / 315  | Nou |

### Parlament Europeu
| Any  | Líder        | Vots           | %   | Escons | +/− |
| ---- | ------------ | -------------- | --- | ------ | --- |
| 1999 | Romano Prodi | 2,402,435 (5è) | 7.7 | 6 / 87 | Nou |